# Советская улица (Киров)
Сове́тская у́лица — одна из старейших улиц города Кирова.
Начинается от Казанской улицы и, проходя через северную часть города, заканчивается во дворе жилого дома вблизи Октябрьского проспекта.

## Описание
Имеет сложный рельеф: Луковицкий овраг прерывает её в нескольких местах и всегда создавал неудобства для застройки.

## История
Впервые отмечена на картах в 1812 году под именем Богословская. Улица вела к городскому Богословскому кладбищу и церкви Иоанна Богослова, от которых получила своё название. Первоначально церковь принадлежала древнему Богословскому монастырю. После основания Трифонова монастыря Богословский пришёл в упадок и в конце XVIII века был упразднён, а монастырское кладбище стало городским погостом. На улице располагалась ещё одна церковь — Скорбяще-Богородицкая, полностью построенная на деньги меценатов. 
В 1923 году переименована во 2-ю Советскую линию. Позже — в Советскую улицу.

## Значимые здания и сооружения
- № 55 — Административное здание казённого винного склада
- № 71 — Провиантский продовольственный магазин
- № 71а — Караульная изба